# Вінісіо Сересо
Марко Вінісіо Сересо Аревало (ісп. Marco Vinicio Cerezo Arévalo; нар. 26 грудня 1942) — гватемальський політичний діяч, президент країни з 1986 до початку 1991 року. Став першим президентом сучасної демократичної доби у Гватемальській історії.

## Життєпис
Народився у місті Гватемала у родині судді Верховного суду. 1962 року був членом студентської університетської організації, що відігравала значну роль у протестах проти уряду Мігеля Ідігораса. 1964 вступив до лав Християнсько-демократичної партії. Здобув юридичну освіту, закінчивши університет 1968 року. 1970 став секретарем партії. На його життя було здійснено три замахи. Під час одного з них (у лютому 1981 року) його вантажівку було атаковано ручними гранатами та кулеметним вогнем у центрі столиці.

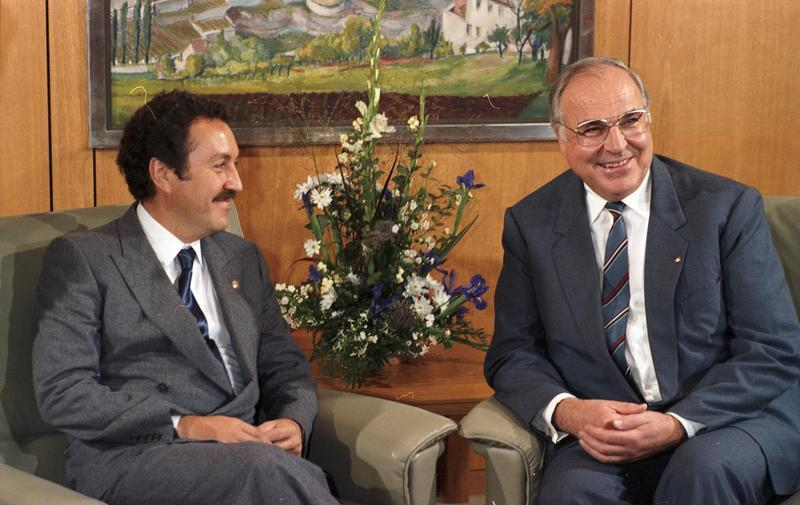
Зустріч президента Сересо з Гельмутом Колем у Бонні, 1986

8 грудня 1985 року переміг на президентських виборах, здобувши 68,4% голосів виборців. Його партія отримала 51 зі 100 місць у парламенті, а також здобула більшість у багатьох департаментах. Він став першим демократично обраним та першим цивільним президентом з 1966 року. Під час інавгурації пообіцяв змінити країну за перші 126 днів.
1991 Сересо став депутатом Центральноамериканського парламенту. 2007 втратив своє місце у парламенті національному, а його партія взагалі не отримала жодного мандату. Його син, також на ім'я Вінісіо, брав участь у президентських виборах, але здобув менше за 1% голосів виборців.